# World Games 2017/Kraftdreikampf
Bei den World Games 2017 wurden vom 24. bis 26. Juli 2017 insgesamt 8 Wettbewerbe im Kraftdreikampf durchgeführt.

## Wettbewerbe und Zeitplan
| Wettbewerbe und Zeitplan Kraftdreikampf | Wettbewerbe und Zeitplan Kraftdreikampf | Wettbewerbe und Zeitplan Kraftdreikampf | Wettbewerbe und Zeitplan Kraftdreikampf |
| Wettbewerbe                             | Juli                                    | Juli                                    | Juli                                    |
| Damen                                   | 24.                                     | 25.                                     | 26.                                     |
| --------------------------------------- | --------------------------------------- | --------------------------------------- | --------------------------------------- |
| Leichtgewicht                           |                                         |                                         |                                         |
| Mittelgewicht                           |                                         |                                         |                                         |
| Schwergewicht                           |                                         |                                         |                                         |
| Superschwergewicht                      |                                         |                                         |                                         |
| Herren                                  | 24.                                     | 25.                                     | 26.                                     |
| Leichtgewicht                           |                                         |                                         |                                         |
| Mittelgewicht                           |                                         |                                         |                                         |
| Schwergewicht                           |                                         |                                         |                                         |
| Superschwergewicht                      |                                         |                                         |                                         |

|  | Qualifikation |  | Finale |

## Ergebnisse

### Damen

#### Leichtgewicht
| Platz | Land | Sportlerin                    | Kniebeugen (kg) | Bankdrücken (kg) | Kreuzheben (kg) | Gesamt (kg) | Punkte |
| ----- | ---- | ----------------------------- | --------------- | ---------------- | --------------- | ----------- | ------ |
| 1     | RUS  | Natalia Salnikova             | 210,0           | 135,0            | 180,0           | 525,0       | 665,54 |
| 2     | JPN  | Yukako Fukushima              | 185,0           | 135,0            | 165,0           | 485,0       | 657,90 |
| 3     | TPE  | Wei-Ling Chen                 | 185,0           | 087,5            | 180,0           | 452,5       | 634,54 |
| 4     | PUR  | Maria Luiza Vasquez           | 182,5           | 110,0            | 160,0           | 452,5       | 623,59 |
| 5     | VEN  | Maria Dominguez               | 187,5           | 150,0            | 162,5           | 500,0       | 623,40 |
| 6     | VEN  | Frankmary Elianny Duno Medina | 170,0           | 110,0            | 162,5           | 442,5       | 603,04 |
| 7     | UKR  | Kateryna Klymenko             | 175,0           | 120,0            | 172,5           | 467,5       | 583,86 |
| 8     | CAN  | Stephanie Puddicome           | 170,0           | 087,5            | 175,0           | 432,5       | 541,84 |
| 9     | FRA  | Vanessa Martin                | 170,0           | 097,5            | 165,0           | 432,5       | 541,19 |
|       | POL  | Olimpia Felinska              |                 |                  |                 |             | DSQ    |

#### Mittelgewicht
| Platz | Land | Sportlerin                 | Kniebeugen (kg) | Bankdrücken (kg) | Kreuzheben (kg) | Gesamt (kg) | Punkte |
| ----- | ---- | -------------------------- | --------------- | ---------------- | --------------- | ----------- | ------ |
| 1     | UKR  | Larysa Soloviova           | 225,0           | 170,0            | 210,0           | 605,0       | 650,19 |
| 2     | RUS  | Anna Ryzhkova              | 220,0           | 140,0            | 192,5           | 552,5       | 641,84 |
| 3     | TPE  | Hui-Chun Wu                | 205,0           | 145,0            | 202,5           | 552,5       | 624,55 |
| 4     | ECU  | Vilma Ochoa Vargas         | 212,5           | 105,0            | 187,5           | 505,0       | 616,91 |
| 5     | RUS  | Olga Adamovich             | 227,5           | 132,5            | 200,0           | 560,0       | 611,80 |
| 6     | BRA  | Cicera Tavares             | 200,0           | 122,5            | 210,0           | 552,5       | 602,11 |
| 7     | BRA  | Erica Bueno                | 192,5           | 155,0            | 182,5           | 530,0       | 600,97 |
| 8     | ECU  | Kenia Monserrate           | 207,5           | 107,5            | 195,0           | 510,0       | 590,27 |
| 9     | GER  | Gundula Fiona von Bachhaus | 180,0           | 170,0            | 187,5           | 537,5       | 585,61 |
|       | VEN  | Edgimar Ruiz Moreno        |                 |                  |                 |             | DSQ    |

#### Schwergewicht
| Platz | Land | Sportlerin        | Kniebeugen (kg) | Bankdrücken (kg) | Kreuzheben (kg) | Gesamt (kg) | Punkte |
| ----- | ---- | ----------------- | --------------- | ---------------- | --------------- | ----------- | ------ |
| 1     | BRA  | Ana Castellain    | 247,5           | 175,0            | 212,5           | 635,0       | 651,83 |
| 2     | USA  | Priscilla Ribic   | 235,0           | 160,0            | 240,0           | 635,0       | 632,08 |
| 3     | VEN  | Yenifer Canelon   | 235,0           | 132,5            | 220,0           | 587,5       | 630,80 |
| 4     | NOR  | Marte Elverum     | 242,5           | 140,0            | 248,5           | 631,0       | 618,38 |
| 5     | CAN  | Rhaea Stinn       | 247,5           | 157,5            | 207,5           | 612,5       | 603,43 |
| 6     | ITA  | Antonietta Orsini | 212,5           | 140,0            | 202,5           | 555,0       | 586,80 |
| 7     | NED  | Ankie Timmers     | 220,0           | 157,5            | 217,5           | 595,0       | 584,35 |
| 8     | RUS  | Yulia Medvedeva   | 205,0           | 152,5            | 170,0           | 527,5       | 565,11 |
| 9     | ECU  | Johanna Aguinaga  | 195,0           | 155,0            | 175,0           | 525,0       | 550,88 |
| 10    | RSA  | Chantelle du Toit | 162,5           | 110,0            | 160,0           | 432,5       | 422,99 |

#### Superschwergewicht
| Platz | Land | Sportlerin                 | Kniebeugen (kg) | Bankdrücken (kg) | Kreuzheben (kg) | Gesamt (kg) | Punkte      |
| ----- | ---- | -------------------------- | --------------- | ---------------- | --------------- | ----------- | ----------- |
| 1     | USA  | Bonica Lough               | 310,5           | 205,0            | 247,5           | 763,0       | 600,71 (WR) |
| 2     | UKR  | Tetyana Melnyk             | 245,0           | 170,0            | 205,0           | 620,0       | 598,36      |
| 3     | USA  | Liane Blyn                 | 242,5           | 182,5            | 217,5           | 642,5       | 590,07      |
| 4     | NED  | Ielja Strik                | 255,0           | 172,5            | 212,5           | 640,0       | 569,02      |
| 5     | UKR  | Yevheniia Tishakova        | 260,0           | 140,0            | 220,0           | 620,0       | 563,95      |
| 6     | NOR  | Heidi Hille Arnesen        | 247,5           | 145,0            | 215,0           | 607,5       | 542,50      |
| 7     | POL  | Marzena Natalia Wierzbicka | 220,0           | 130,0            | 210,0           | 560,0       | 535,86      |
| 8     | RUS  | Nadezda Sindikas           | 225,0           | 150,0            | 202,5           | 577,5       | 519,40      |
| 9     | HUN  | Agnes Szabo                | 260,0           | 195,0            | 190,0           | 645,0       | 518,13      |
| 10    | TPE  | Ya-Wen Chang               | 245,0           | 145,0            | 217,5           | 607,5       | 511,94      |

### Herren

#### Leichtgewicht
| Platz | Land | Sportler            | Kniebeugen (kg) | Bankdrücken (kg) | Kreuzheben (kg) | Gesamt (kg) | Punkte |
| ----- | ---- | ------------------- | --------------- | ---------------- | --------------- | ----------- | ------ |
| 1     | RUS  | Sergey Fedosienko   | 290,0           | 192,5            | 260,0           | 742,5       | 677,61 |
| 2     | FRA  | Hassan El Belghitti | 290,0           | 167,5            | 315,0           | 772,5       | 609,43 |
| 3     | USA  | Charles Okpoko      | 312,5           | 200,0            | 257,5           | 770,0       | 608,99 |
| 4     | TPE  | Tsung-Ting Hsieh    | 265,0           | 210,0            | 280,0           | 755,0       | 604,30 |
| 5     | ECU  | Franklin Leon       | 280,0           | 177,5            | 235,0           | 692,5       | 597,49 |
| 6     | FIN  | Antti Savolainen    | 270,0           | 200,0            | 285,0           | 755,0       | 595,24 |
| 7     | TPE  | Yi-Chun Lin         | 260,0           | 170,0            | 257,5           | 687,5       | 590,77 |
| 8     | JPN  | Yoshihiro Sato      | 265,0           | 215,0            | 235,0           | 715,0       | 565,99 |
| 9     | POL  | Dariusz Wszola      | 260,0           | 170,0            | 217,5           | 647,5       | 562,81 |

#### Mittelgewicht
| Platz | Land | Sportler           | Kniebeugen (kg) | Bankdrücken (kg) | Kreuzheben (kg) | Gesamt (kg) | Punkte |
| ----- | ---- | ------------------ | --------------- | ---------------- | --------------- | ----------- | ------ |
| 1     | POL  | Jaroslaw Olech     | 355,0           | 212,5            | 315,0           | 882,5       | 650,67 |
| 2     | UKR  | Volodymyr Rysiev   | 360,0           | 252,5            | 332,5           | 945,0       | 632,58 |
| 3     | UKR  | Andrii Naniev      | 347,5           | 268,5            | 315,0           | 931,0       | 622,19 |
| 4     | KAZ  | Andrey Prokopenko  | 327,5           | 237,5            | 302,5           | 867,5       | 621,82 |
| 5     | CAN  | Adam Ramzy         | 352,5           | 255,0            | 310,0           | 917,5       | 620,23 |
| 6     | USA  | Paul Douglas       | 357,5           | 222,5            | 310,0           | 890,0       | 595,05 |
| 7     | NOR  | Kim-Raino Roelvaag | 330,0           | 252,5            | 290,0           | 872,5       | 586,84 |
| 8     | JPN  | Nobuyuki Hamada    | 290,0           | 227,5            | 275,0           | 792,5       | 573,45 |
| 9     | JPN  | Norihiro Otani     | 290,0           | 232,5            | 250,0           | 772,5       | 564,23 |
| 10    | ALG  | Rabah El Fekair    | 320,0           | 145,0            | 285,0           | 750,0       | 532,27 |

#### Schwergewicht
| Platz | Land | Sportler            | Kniebeugen (kg) | Bankdrücken (kg) | Kreuzheben (kg) | Gesamt (kg) | Punkte     |
| ----- | ---- | ------------------- | --------------- | ---------------- | --------------- | ----------- | ---------- |
| 1     | UKR  | Sergii Bilyi        | 407,5           | 297,5            | 375,0           | 1080,0      | 662,47 (W) |
| 2     | RUS  | Dmitry Inzarkin     | 360,0           | 282,5            | 350,0           | 0992,5      | 629,15     |
| 3     | UKR  | Dmytro Semenenko    | 432,0           | 280,0            | 330,0           | 1042,0      | 624,57     |
| 4     | FRA  | Sofiane Belkesir    | 390,0           | 272,5            | 355,0           | 1017,5      | 608,67     |
| 5     | USA  | Ian Bell            | 357,5           | 230,0            | 371,0           | 0958,5      | 603,18     |
| 6     | GER  | Sascha Stendebach   | 337,5           | 275,0            | 342,5           | 0955,0      | 600,60     |
| 7     | NOR  | Stian Walgermo      | 382,5           | 282,5            | 322,5           | 0987,5      | 590,13     |
| 8     | BRA  | David Coimbra       | 340,0           | 247,5            | 345,0           | 0932,5      | 588,97     |
| 9     | USA  | Charles Conner      | 382,5           | 312,5            | 280,0           | 0975,0      | 586,37     |
| 10    | POL  | Jan Wegiera         | 350,0           | 300,0            | 280,0           | 0930,0      | 584,41     |
|       | NOR  | Kristoffer Eikeland | 355,0           |                  | 340,0           |             | DSQ        |

#### Superschwergewicht
| Platz | Land | Sportler             | Kniebeugen (kg) | Bankdrücken (kg) | Kreuzheben (kg) | Gesamt (kg) | Punkte |
| ----- | ---- | -------------------- | --------------- | ---------------- | --------------- | ----------- | ------ |
| 1     | UKR  | Oleksii Rokochiy     | 432,5           | 317,5            | 355,0           | 1105,0      | 632,50 |
| 2     | USA  | Joseph Cappellino    | 440,0           | 350,0            | 335,0           | 1125,0      | 613,13 |
| 3     | KAZ  | Nurlan Yeshmakhanov  | 390,0           | 290,0            | 365,0           | 1045,0      | 603,70 |
| 4     | CZE  | David Lupac          | 415,0           | 330,0            | 340,0           | 1085,0      | 603,04 |
| 5     | POL  | Krzysztof Wierzbicki | 300,0           | 200,0            | 420,0           | 0920,0      | 549,61 |
| 6     | CAN  | Ryan Stinn           | 385,0           | 285,0            | 295,0           | 0965,0      | 536,93 |
|       | ISL  | Julian Johannsson    |                 | 295,0            | 350,0           |             | DSQ    |
|       | USA  | Blaine Summner       | 475,0           | 405,0            |                 |             | DSQ    |
|       | UKR  | Oleksii Bychkov      |                 |                  |                 |             | DSQ    |
|       | GER  | Kevin Jäger          |                 |                  |                 |             | DSQ    |

## Medaillenspiegel
| Medaillenspiegel | Medaillenspiegel   | Medaillenspiegel | Medaillenspiegel | Medaillenspiegel | Medaillenspiegel |
| Platz            | Land               | G                | S                | B                | Gesamt           |
| ---------------- | ------------------ | ---------------- | ---------------- | ---------------- | ---------------- |
| 01               | Ukraine            | 3                | 2                | 2                | 7                |
| 02               | Russland           | 2                | 2                | 0                | 4                |
| 03               | Vereinigte Staaten | 1                | 2                | 2                | 5                |
| 04               | Brasilien          | 1                | 0                | 0                | 1                |
| 04               | Polen              | 1                | 0                | 0                | 1                |
| 06               | Frankreich         | 0                | 1                | 0                | 1                |
| 06               | Japan              | 0                | 1                | 0                | 1                |
| 08               | Chinesisch Taipeh  | 0                | 0                | 2                | 2                |
| 09               | Kasachstan         | 0                | 0                | 1                | 1                |
| 09               | Venezuela          | 0                | 0                | 1                | 1                |
| Total            | Total              | 8                | 8                | 8                | 24               |